# Jesberg
Jesberg település Németországban, Hessen tartományban. Lakosainak száma 2131 fő (2023. december 31.).

## Népesség
A település népességének változása:
| Lakosok száma | 2322 | 2259 | 2197 | 2161 | 2131 |
|               | 2017 | 2019 | 2021 | 2022 | 2023 |